# روب كوهين
روب كوهين (بالإنجليزية: Rob Cohen) (و. 1949  م) هو مخرج أفلام، ومنتج أفلام، وكاتب سيناريو، ومنتج بضائع، ومخرج أمريكي، ولد في كورنوال.

## التعليم
تعلم في جامعة هارفارد.

## وصلات خارجية
- روب كوهين على موقع IMDb (الإنجليزية)
- روب كوهين على موقع روتن توميتوز (الإنجليزية)
- روب كوهين على موقع مونزينجر (الألمانية)
- روب كوهين على موقع ألو سيني (الفرنسية)
- روب كوهين على موقع أول موفي (الإنجليزية)
- روب كوهين على موقع بوكس أوفيس موجو (الإنجليزية)
- روب كوهين على موقع قاعدة بيانات الأفلام السويدية (السويدية)
- روب كوهين على موقع إن إن دي بي (الإنجليزية)
- روب كوهين على موقع ديسكوغز (الإنجليزية)
- روب كوهين على موقع قاعدة بيانات الفيلم (الإنجليزية)